# Миколаївська обласна універсальна наукова бібліотека
Миколаївська обласна універсальна наукова бібліотека — просвітницький і культурний заклад, координаційний та науково-методичний центр для бібліотек Миколаївської області, депозитарій краєзнавчих видань, найкрупніше сховище творів друку на півдні України.

## Історія

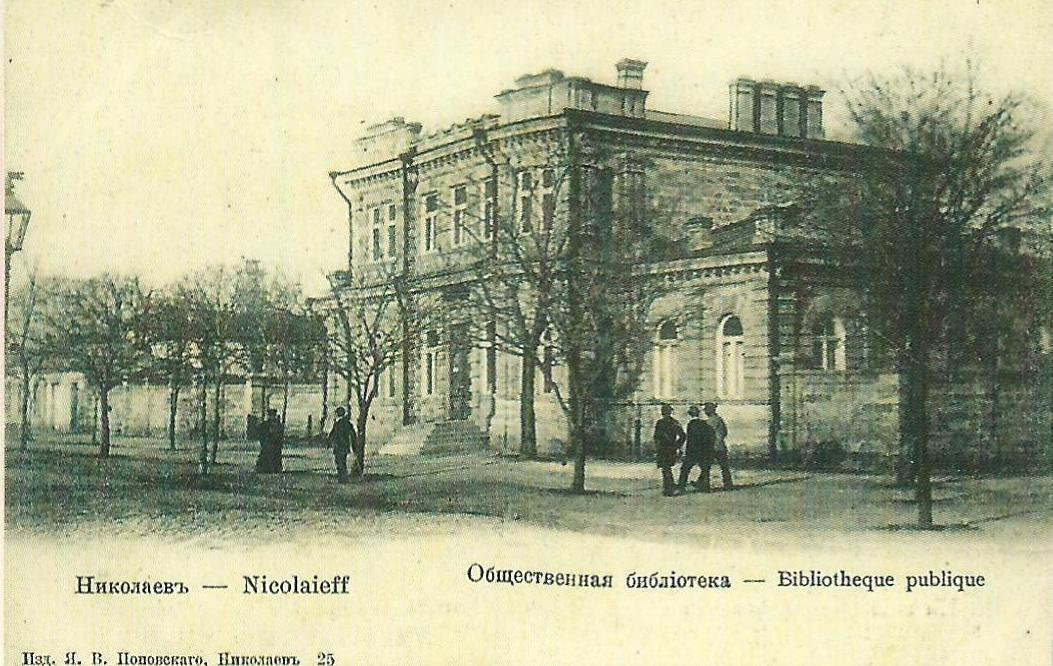
Миколаївська громадська бібліотека

Відкриття публічної бібліотеки в Миколаєві було лише декілька бібліотек: при Чорноморському штурманському училищі, Гідрографічному депо, морській обсерваторії, міському зібранні та учбових закладах. Але користування цими бібліотеками було обмежене.
12 червня 1881 р. Миколаївський міський голова Михайло Павлович Паризо-де-ла-Валетт подав доповідну записку військовому губернатору міста, адміралу Михайлу Павловичу Манганарі, в якій говорилося: «Через численні скарги на незручність умов, якими обставлено у нашому місті користування книгами для читання, декілька місцевих громадян прийшли разом зі мною до думки про заснування у Миколаєві громадської бібліотеки, на зразок бібліотек цього роду, що існують у Херсоні, Єлисаветграді й багатьох інших містах…».
У серпні 1881 р. в залі міського зібрання відбулися перші організаційні збори членів бібліотеки. А в жовтні того ж року було затверджено статут. Згідно з ним керівництво бібліотекою здійснювалося Дирекцією, до складу якої входив голова (мав повноваження директора), його товариш (так тоді називали заступника), скарбничий, заступник скарбничого, інші члени Дирекції, кількість яких не обмежувалася. Дирекція повинна була сприяти формуванню та поповненню фонду, забезпечувати належне матеріальне становище закладу, виплачувати заробітну плату працівникам та представляти інтереси книгозбірні перед громадськістю.
11 листопада 1881 р. вважається офіційною датою відкриття Миколаївської громадської бібліотеки. Для неї був орендований будинок Гешке (вул. Спаська, ріг вул. Молдаванської (нині вул. Декабристів). На той час фактично відкрився тільки читальний зал. У своєму першому приміщенні книгозбірня перебувала недовго, у 1882 р. була переміщена в будинок по вул. Нікольській, 47.
Першими керівниками та членами Дирекції бібліотеки були відомі люди міста, військові, вчені, меценати, що дозволило лобіювати інтереси книгозбірні перед чиновниками. Завдяки їхнім зусиллям бібліотека стала освітнім центром, де можна було отримати книги та періодику, відвідати лекції. Бібліотечні працівники вивчали читацькі запити та замовляли новинки літератури.

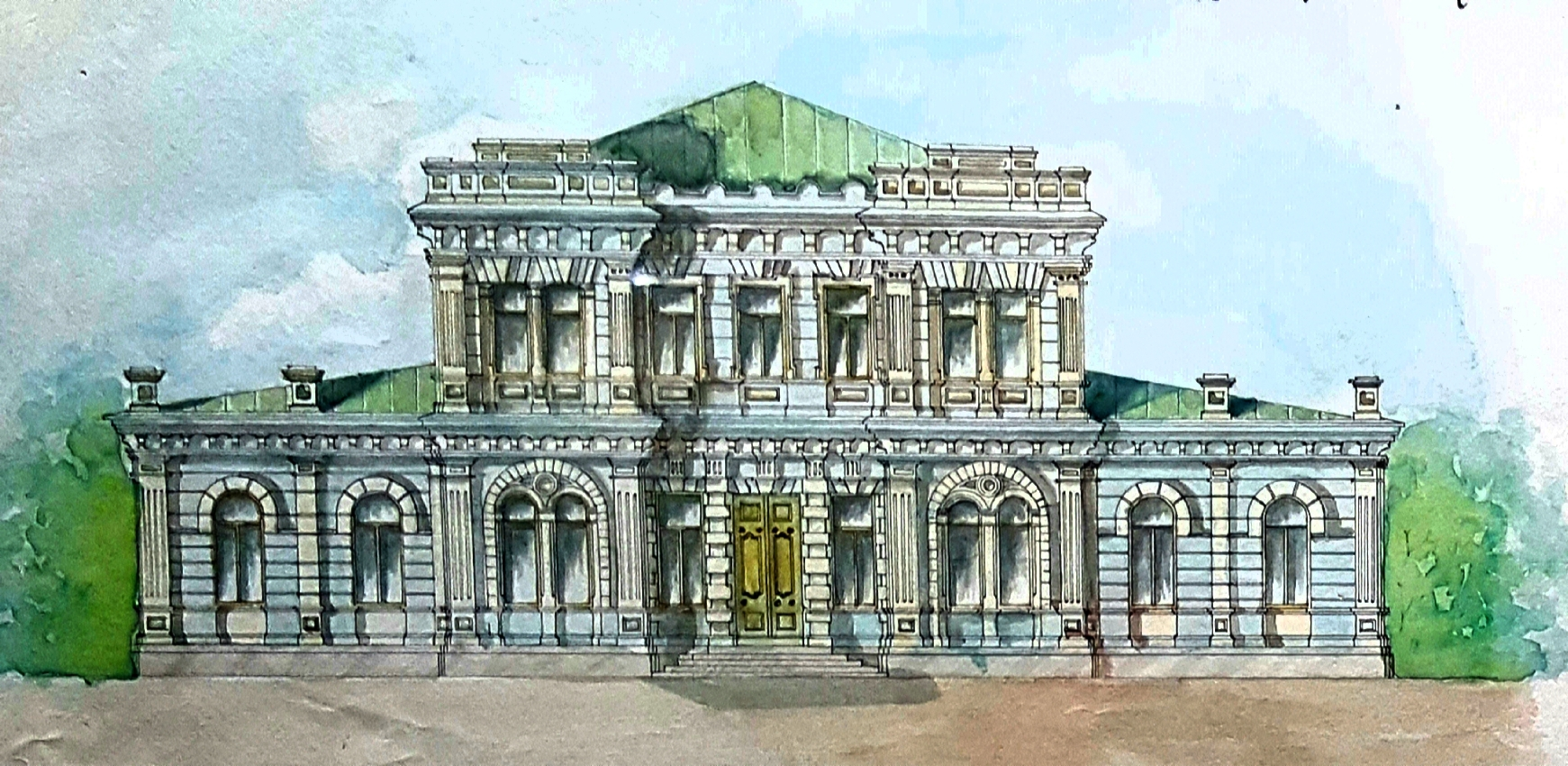
Проект будівлі бібліотеки Є. А. Штукенберга

У лютому 1892 р. було переглянуто діючий статут книгозбірні. Відповідно до внесених змін бібліотека отримала право придбати власне приміщення, але за відсутності коштів ще деякий час продовжувала працювати в орендованих. У жовтні 1893 р. Олександр Володимирович Нужнов повідомив Дирекцію бібліотеки про пожертвування на будівництво її приміщення 9000 крб. особою, котра виявила бажання «лишатися невідомою». У кінці того ж року Миколаївська міська дума ухвалила подарувати бібліотеці місце під забудову. Згодом з'ясувалося, що «невідомим» дарувателем був той самий Нужнов (у грудні 1894 р. його було вирішено визнати почесним членом бібліотеки). Зведення будівлі коштувало 19050 крб. 20 коп. — 9000 крб. О. В. Нужнова, 1000 крб. власних бібліотечних коштів, залишок коштів було взято у кредит (бібліотека ще багато років розраховувалася з кредиторами).
27 грудня 1894 р. було відкрите власне приміщення бібліотеки по вул. Різдвяній, 6 (нині вул. Лягіна), ріг вул. Спаської. Будівля була побудована за проектом голови міського Архітектурного комітету Є. А. Штукенберга. Саме в цьому будинку наразі знаходиться міський Палац культури та урочистих подій, пам'ятка архітектури XIX століття.
Громадська бібліотека всю свою роботу націлювала на задоволення інформаційних потреб жителів міста та організацію їхнього дозвілля. У 1900 р. відкрито філію — міську бібліотеку (нині Центральна бібліотека ім. М. Л. Кропивницького ЦБС для дорослих м. Миколаєва). Велика увага приділялася поповненню фонду бібліотеки краєзнавчими виданнями.
У грудні 1920 р. Миколаївська громадська бібліотека була націоналізована й передана у підпорядкування Губернській народній освіті. Бібліотеці був присвоєний статус центральної міської. Керувати бібліотекою став завідувач, а не Дирекція.
Починаючи з 1924 р., бібліотека почала працювати щодня з одним вихідним в понеділок. Відкрилися пересувні пункти на заводах, біржі праці. Була організована бібліотечна рада і гурток самоосвіти. Пізніше розпочав свою роботу гурток підтримки бібліотеки, одним із завдань якого був пошук додаткових коштів для бібліотеки, зокрема організація платних спектаклів, вечорів, лекцій тощо. Створено консультаційно-довідкове бюро, де бажаючим допомагали підібрати літературу. Бібліотека брала обов'язкову участь у всіх політичних кампаніях, що проходили у місті.
У 1938 р. Миколаївська центральна бібліотека отримала статус обласної. З цього часу вона стала інформаційно-методичним і координаційним центром з питань бібліотекознавства і книгознавства для бібліотек усіх систем і відомств Миколаївської області.
Під час нацистської окупації міста у 1941—1944 рр. бібліотека продовжувала працювати та обслуговувати користувачів. У цей період гітлерівці вилучали з бібліотек видання більшовицького змісту та єврейську літературу, конфісковували найцінніші матеріали. Усього за час окупації Миколаєва бібліотека втратила більше 20 тисяч томів. Втрати були б ще більшими, якби не працівники бібліотеки. Нехтуючи небезпекою, вони ховали в підвалі і маскували в стелажах книги та періодичні видання.

Інтер'єр бібліотеки початку XX ст

Після відступу нацистів у бібліотеці були вибиті вікна, вирвані парадні двері, кімнати засипані битим склом, уламками меблів. Значної шкоди було завдано книжкам. Місто було звільнено 28 березня 1944 р. З 5 квітня книгозбірня знову почала обслуговувати користувачів.
З 1964 р. обласна бібліотека почала приймати читачів в приміщенні по вул. Маріупольській, 9.
19 травня 1968 р. Миколаївська обласна бібліотека отримала ім'я поета Олексія Гмирьова.
Наприкінці 1960-х на початку 1970-х рр. із розвитком у регіоні окремих напрямків промислового виробництва, навчальних та культурних закладів у структурі бібліотеки з'явилися окремі галузеві відділи для обслуговування фахівців різних напрямків народного господарства. Зокрема, відкрилися відділи патентно-технічної літератури, мистецтв, обслуговування працівників сільського господарства, літератури іноземними мовами, бібліографічний, міжбібліотечного абонементу. Залученню читачів до бібліотеки сприяли науково-практичні та читацькі конференції, Дні інформації, бесіди, консультації, огляди, перегляди літератури, що проводилися як у стінах бібліотеки, так і на підприємствах, в установах, навчальних закладах, гуртожитках.
У 1980-х рр. з'явилися нові форми роботи з читачами. На базі відділу мистецтв була організована літературно-музична вітальня, у бібліотеці проводилися творчі вечори-зустрічі з письменниками. Перед читачами виступали письменники Володимир Сосюра, Олесь Гончар, Павло Загребельний, Олександр Сизоненко, Валерій Бойченко.
У середині 1990-х рр. у бібліотеці почалася комп'ютеризація бібліотечно-бібліографічних процесів, що якісно змінило обслуговування користувачів. З'явилася можливість дистанційного користування ресурсами бібліотеки за допомогою електронного каталогу, офіційного web-сайту, обміну інформацією з бібліотеками України і зарубіжжя за допомогою автоматизованих систем.
Сьогодні Миколаївська обласна універсальна наукова бібліотека — це багатофункціональний заклад, що надає широкий спектр інформаційних та культурних послуг. Зміст діяльності бібліотеки підпорядковується інтересам і потребам населення міста й області, тому бібліотека перебуває у постійному пошуку нових і актуальних форм роботи.
У бібліотеці створені Регіональний тренінговий центр, Центр комп'ютерних технологій, Інформаційно-ресурсний центр міжнародного партнерства, сектор інформування органів влади та місцевого самоврядування та ін. Протягом останніх років було започатковано низку ініціатив для користувачів, серед яких: постійно діюча акція «Територія творчого спілкування» (новий формат співпраці з громадськими організаціями, національними товариствами, творчими спілками), регіональна виставка-форум «Українська книга та преса на Миколаївщині», проект «Відкрита мобільна бібліотека — простір для розвитку» (організація інформаційно-бібліотечної зони на відкритому майданчику), ініціатива «Творча лабораторія вихідного дня» (корисне та цікаве дозвілля для усієї сім'ї), регіональна акція «Бібліотечні сутінки», наукова студія «Освіта Миколаївщини — нові наукові орієнтири», соціальний проект «Успішна жінка» — твоя платформа для саморозвитку" тощо.
Обласною бібліотекою було реалізовано більше 20 інформаційних проектів за підтримки Міжнародного фонду «Відродження», Посольства США в Україні, Ради наукових досліджень і обмінів (IREX) у рамках програми «Бібліоміст». Неодноразово Миколаївська обласна універсальна наукова бібліотека була місцем проведення міжнародних та всеукраїнських заходів: науково-практичних конференцій «Ресурси і послуги сучасної бібліотеки», «Електронні ресурси в бібліотеках», семінарів Центру інформаційних ресурсів Посольства США в Україні, Міжнародного фонду «Відродження», Британської Ради в Україні тощо.
За вагомий внесок у розвиток бібліотечної справи регіону, високий професіоналізм, плідну суспільну діяльність колектив обласної бібліотеки нагороджений Почесною грамотою Кабінету Міністрів України (2001 р.), відзнакою Прем'єр-міністра України (2006 р.). Працівники бібліотеки в різні роки отримували почесні звання «Заслужений працівник культури України», нагороджувалися орденами та медалями, відзнаками Міністерства культури.
5 липня 2018 р. згідно рішення Миколаївської обласної ради бібліотека була перейменована на Миколаївську обласну універсальну наукову бібліотеку.
Авторський колектив обласної наукової бібліотеки у складі директора бібліотеки В. В. Агаркової, заступника директора з організації бібліотечно-інформаційного сервісу Л. М. Трегуб, завідуючої відділом науково-дослідної роботи з рідкісними і цінними виданнями Т. В. Серебрякової став лауреатом обласної премії імені Миколи Аркаса 2020 року у номінації «Історичні, етнографічні, археологічні дослідження, охорона культурної спадщини» за проєкт «Музей книги — початок цифрової історії», реалізований з метою впровадження нових форматів роботи з рідкісними виданнями, створення комфортних умов для користувачів та доступу до рідкісних видань в електронному форматі широких верств населення.

## Будівля
Історія будівлі розпочинається на початку XX ст. У ті часи у місті була необхідність створення нового театрального будинку, оскільки єдиний у Миколаєві театр Шеффера був уже застарілим, маломістким і не міг задовольнити усіх запитів театралів. Ініціатором будівництва нового, більш досконалого театрального приміщення став режисер, актор і талановитий антрепренер Н. Д. Лебедєв, який тоді гастролював у Миколаєві.
Проект розробив добре відомий у Миколаєві міський архітектор Л. Л. Роде. За планом головний фасад театру мав виходити на вул. Соборну. Будівля повинна була прикрашати також вул. Маріупольську. Ретельно були продумані всі деталі — переплетення, різні за формою гірлянди, вази, ліхтарі, парні сфінкси і грифони. Нагорі, над фасадним входом, повинні були розміщуватися скульптури Аполлона і муз, які сидять біля його ніг. Дві гарні скульптури лежачих левів зустрічали б кожного глядача. Театр планувалося оснастити сучасною рухомою сценою та різними механічними пристроями для декорацій. Крім оперного і драматичного, в проект заклали великі концертні та танцювальні зали.
Будівництво незвичайного театру розпочалося навесні 1911 р. Закінчення будівництва планувалося вже через рік.
Протягом шести місяців будівництво йшло швидкими темпами. Власних коштів Лебедєву вистачило лише на зведення стін, тому він був змушений взяти кредит у сумі 1 700 000 крб. у Кредитному банку. Яскрава будівля з красивої якісної червоної цегли контрастно виділялася серед сусідніх споруд, побудованих з сіро-жовтого черепашника. Організатори поспішали. У планах було приурочити відкриття до початку театрального сезону 1912—1913 рр. Актори готували вистави, глядачі чекали на зустріч з новими зірками театрального мистецтва. Місцева преса постійно інформувала місто про хід робіт, доставку оздоблювальних матеріалів, про замовлення меблів і декорацій. Коли до завершення будівництва залишилося менше півроку, сталася неприємна подія. Лебедєв відмовився виплачувати позикову суму, й усі права на незавершене будівництво театру перейшли до банку, що планував нерухомість продати, але покупців напередодні Першої світової війни, а потім і революційних подій не знайшлося.
Будівля більше півстоліття стояла недобудованою. Усе змінилося лише у 60-х рр. Місто оновлювалося, зводилися нові будівлі, ремонтувалися старі споруди. Серед першочергових завдань було відновлення центральної частини Миколаєва. Серед перших проектів була ідея знести стару недобудову. Її намагалися розібрати, підірвати, але капітальні стіни не піддавалися навіть досвідченим будівельникам. Тоді міською владою було вирішено добудувати приміщення для сфери культури. Одну частину підготували для нового кінотеатру, іншу — для бібліотеки.
19 вересня 1964 р. відбулося урочисте відкриття нового приміщення бібліотеки, що приблизно у 10 разів більше, ніж попереднє та в якому й по сьогоднішній день обласна бібліотека обслуговує своїх читачів.

## Керівники
- Паризо-де-ла-Валетт Михайло Павлович — 1881—1883 рр.
- Кононович Юрій Миколайович — 1883—1890 рр.
- Матвєєва Катерина Петрівна — 1890—1892 рр.
- Даценко Василь Андрійович — 1892—1901 рр.
- Шехавцов Василь Димитрович — 1901—1903 рр.
- Картацци (Кортацці) Іван Єгорович — 1903 р.
- Дикштейн Аврельян Якович — 1904—1905 рр.
- Шлафштейн Мар. Єф. — 1905—1907 рр.
- Некрасов Іван Степанович — 1907—1908 рр.
- Виревський Георгій Іванович — 1908—1909 рр.
- Менкіні Петро Йосифович — 1909 р.
- Кох Рудольф Іванович — 1910—1911 рр.
- Кровопусков Костянтин Романович — 1911—1912 рр.
- Дуброва Сергій Васильович — 1913—1916 рр.
- Добровольський Леонід Іванович — 1916—1920 рр.
- Пухальська Ольга Лаврівна — 1921—1924 рр.
- Прокоф'єва Олена Ксенофонтівна — 1925—1926 рр.
- Лук'яненко Микола Васильович — 1926—1930 рр.
- Турецька Єва Аронівна — 1930—1941 рр., 1945—1950 рр.
- Юрченко Зінаїда Миколаївна — 1944—1945 рр.
- Данильченко Ольга Михайлівна — 1950—1954 рр., 1960—1970 рр.
- Золотих Валентина Іванівна — 1954—1960 рр.
- Чибрикова Катерина Трифонівна — 1970—1975 рр.
- Селіванова Ніна Андріївна — 1975—1980 рр.
- Франчук Ольга Петрівна — 1980—1987 рр.
- Богза Надія Федорівна — 1987—2015 рр.
- Агаркова Вікторія Вікторівна — з 2015 р.

## Фонди
Універсальний фонд бібліотеки налічує близько 1,9 млн інформаційних джерел на традиційних та електронних носіях з усіх галузей знань 62 мовами світу.
Бібліотека посідає друге місце серед обласних бібліотек за кількістю документів, виданих до 1917 р. Зібрання видань XVIII — поч. XX ст. нараховує більше 40 тис. книг і періодичних видань. Однією з найцінніших частин фонду рідкісних видань є колекція стародруків, що нараховує близько 600 прим. Почесне місце у даній колекції посідає «Франко-італійський словник», виданий у 1686 р. Надзвичайну цінність складають перші та прижиттєві видання праць вітчизняних та зарубіжних учених, письменників (М. Костомарова, М. Грушевського, П. Куліша, Лесі Українки, І. Франка, Е. Золя та ін.).
Протягом більше ніж вікової історії існування бібліотеки її фонд поповнювався з різних джерел. Значна частина літератури замовлялася за видавничими каталогами та каталогами книгарень. Багато видань було передано до книгозбірні навчальними закладами, науковими, громадськими організаціями та установами. Так, у фонді зберігаються книги, що належали бібліотекам Миколаївського міського зібрання, Миколаївського особливого комітету піклування про народну тверезість, Миколаївської Олександрівської гімназії, Миколаївської Маріїнської жіночої гімназії.
Фонд поповнювався і за рахунок пожертвувань приватних осіб. Велике зібрання книг подарував бібліотеці колишній секретар Миколаївського товариства лікарів, доктор Олексій Антонович Понятовський. Також у фонді зберігається близько 40 книг з приватної колекції родини Аркасів.
Гордістю бібліотеки є колекція періодичних видань минулих століть, репертуар яких складає більше 200 назв. Серед них унікальні зразки періодики XVIII ст. — журнали «Сочинения и переводы к пользе и увеселению служащие» (1762 р.), «Беседующий гражданин» (1768 р.). Не втрачають наукової цінності журнали ХІХ — поч. XX ст.: «Основа», «Киевская старина», «Исторический вестник», «Вестник Европы» та ін.
Миколаївська обласна універсальна наукова бібліотека — депозитарій краєзнавчих видань, оскільки забезпечує довічне збереження видань про край. У її фондах зберігається максимально повне зібрання краєзнавчих періодичних видань з 1893 р., збірники Херсонського земства за 1873—1906 рр., звіти місцевих організацій і установ, унікальні примірники Адрес-календарів. Сформовано колекції з приватних зібрань відомих миколаївців і книг з автографами видатних земляків. Серед них є книги з дарчими написами та автографами М. С. Лисянського, А. М. Топорова, О. О. Сизоненко та багатьох інших діячів краю.

## Відомі користувачі
За роки існування бібліотеки серед її читачів були відомі люди: вчені В. В. Рюмін, О. В. Квасницький, В. М. Бузник; письменники Л. М. Вишеславський, Я. З. Городськой, Д. Д. Кремінь, М. С. Лисянський, О. О. Сизоненко, А. М. Топоров, П. С. Ходченко, народні художники України М. М. Божій та А. Д. Антонюк, композитор І. Я. Домінчен та багато інших.

## Структура
- Адміністрація бібліотеки.
- Відділ обслуговування користувачів (загальний читальний зал):
  - Сектор документів з гуманітарних наук;
  - Сектор документів з економічних, технічних та природничих наук;
  - Сектор періодичних видань.
- Відділ документів і наукових розвідок з питань краєзнавства.
- Відділ документів з питань культури і мистецтв.
- Відділ науково-дослідної роботи з рідкісними і цінними виданнями.
- Інформаційно-ресурсний центр міжнародного партнерства.
- Сектор документів іноземними мовами.
- Відділ наукової інформації і бібліографії:
  - Сектор інформування органів влади та місцевого самоврядування.
- Відділ соціокультурної діяльності.
- Відділ зберігання та реставрації фонду:
  - Сектор реставрації бібліотечних фондів.
- Відділ науково-методичної роботи:
  - Сектор науково-дослідної діяльності.
- Відділ формування фондів:
  - Сектор обмінного фонду.
- Відділ опрацювання документів та організації каталогів.
- Центр комп'ютерних технологій:
  - Сектор Регіональний тренінговий центр.
- Відділ маркетингу і бібліотечної статистики.

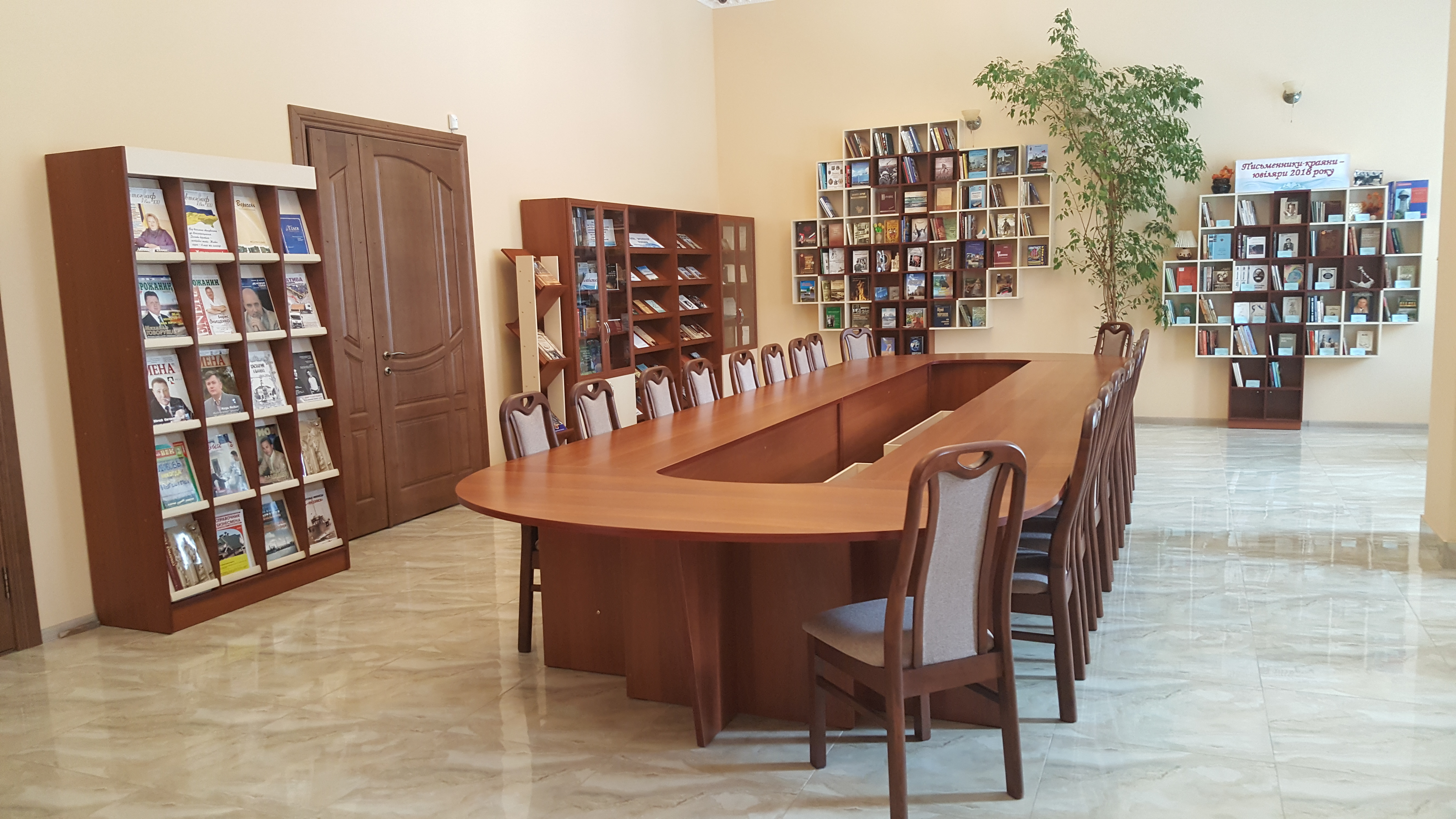
Відділ документів і наукових розвідок з питань краєзнавства
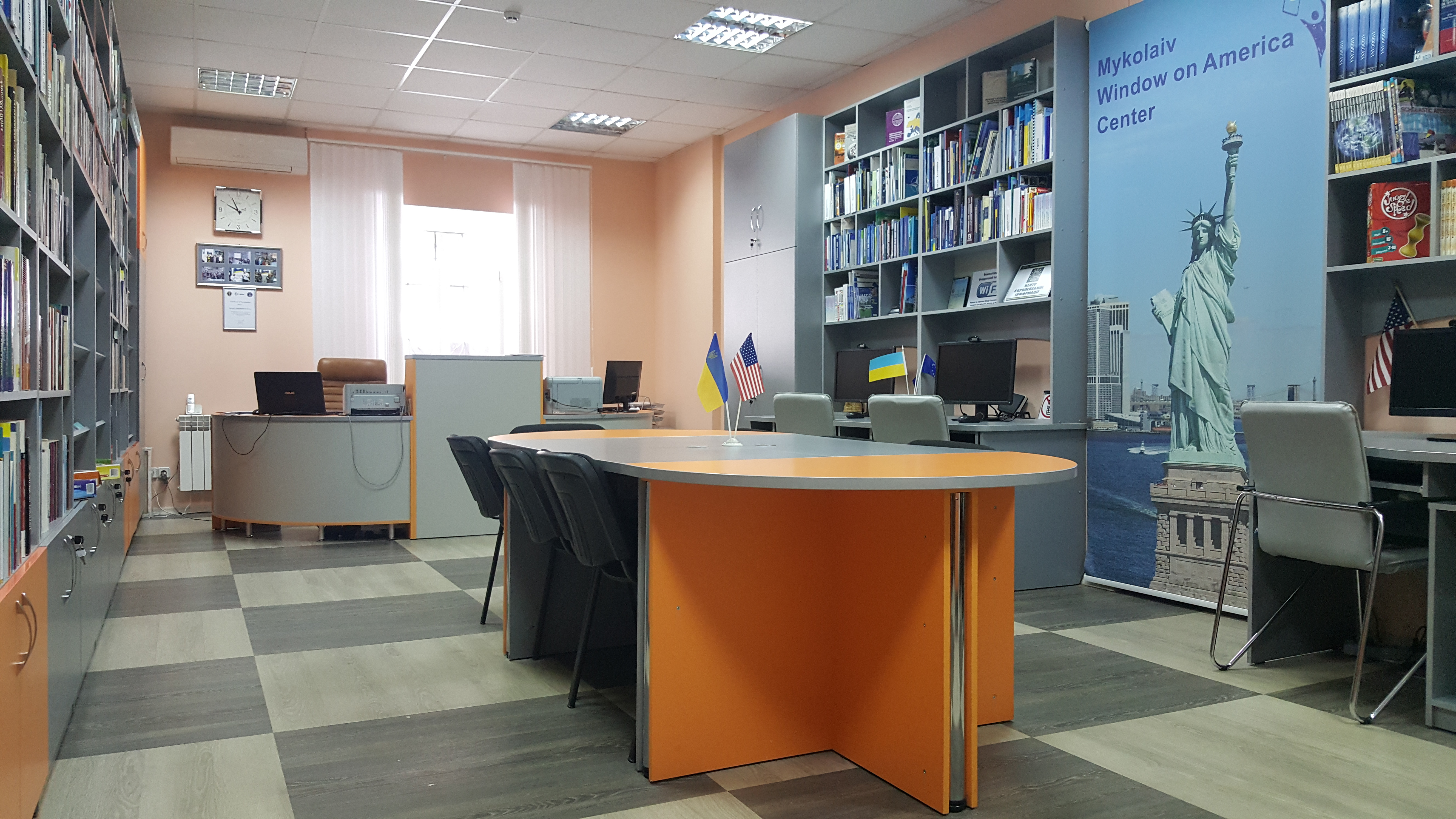
Інформаційно-ресурсний центр міжнародного партнерства
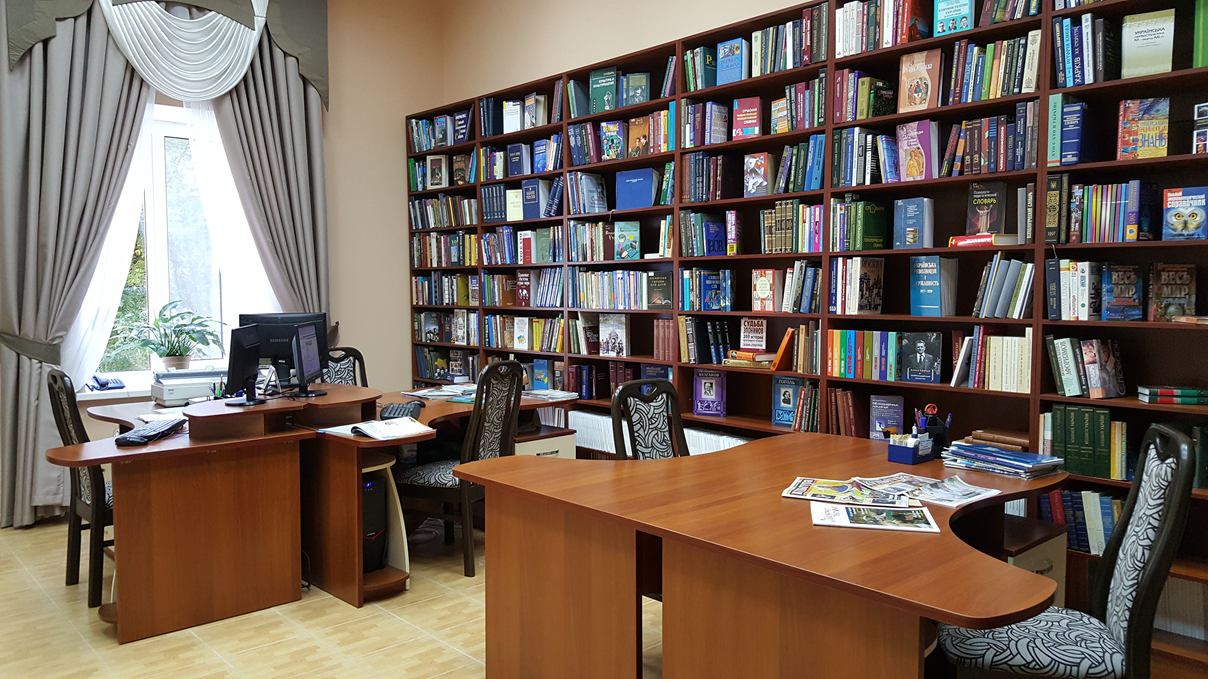
Відділ наукової інформації і бібліографії
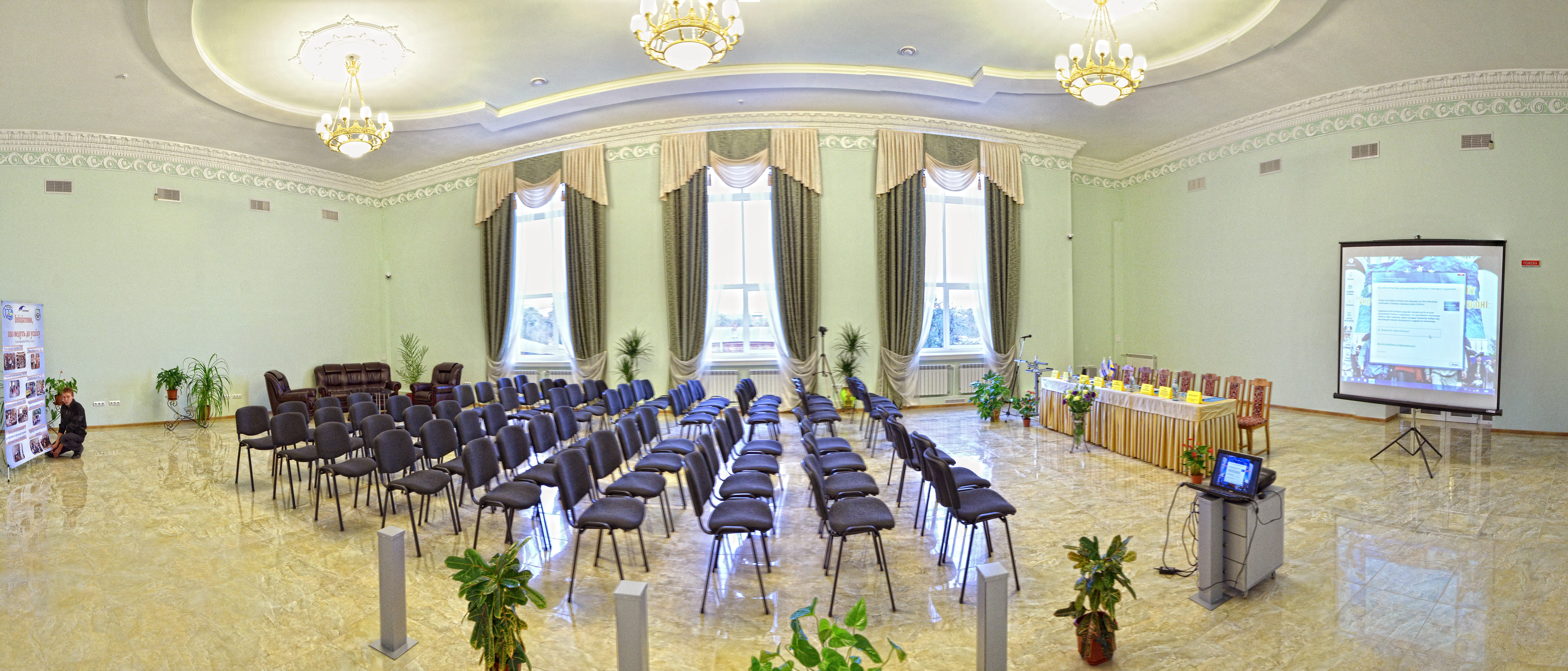
Зал відділу соціокультурної діяльності
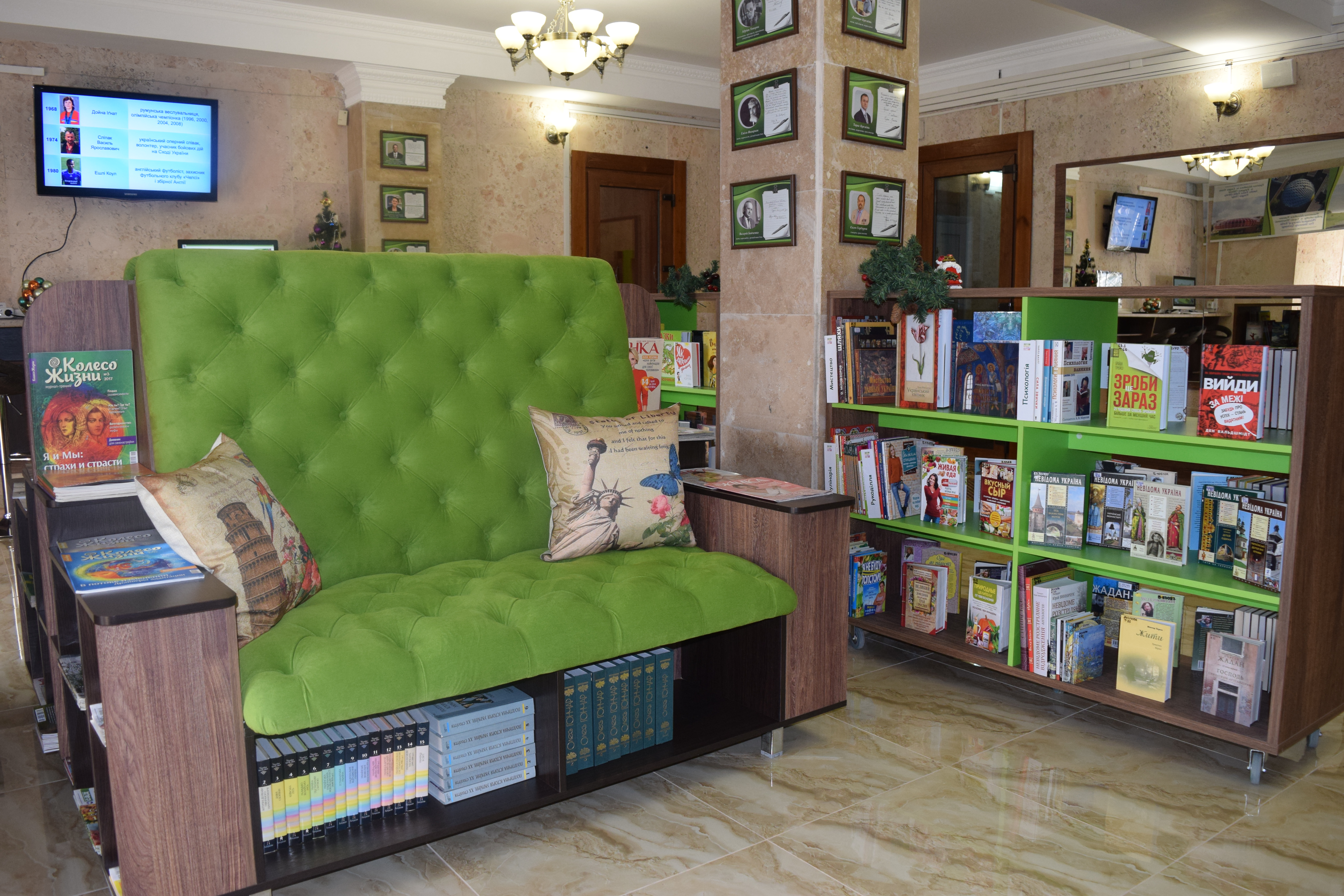
Зона вільного читання (хол бібліотеки)
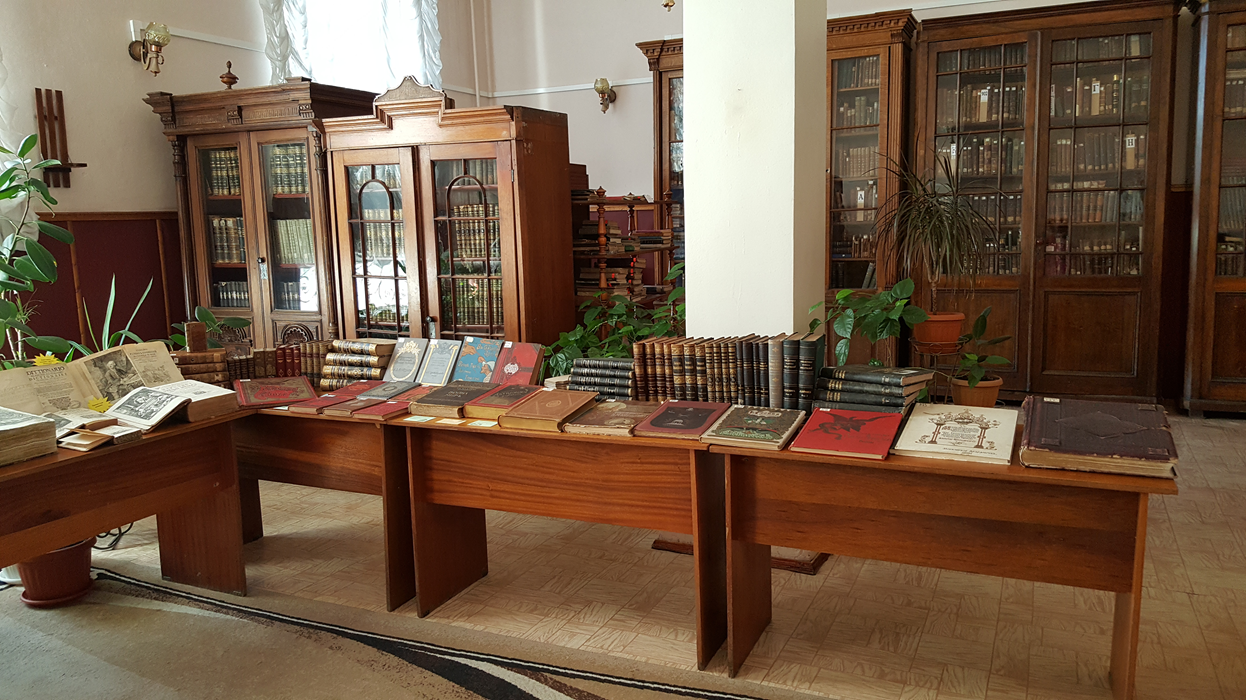
Відділ науково-дослідної роботи з рідкісними і цінними виданнями

## Графік роботи
Зимовий графік (з 1 вересня до 31 травня):
- понеділок—четвер: з 10.00 до 19.00;
- субота, неділя: з 10.00 до 18.00;
- вихідний день — п'ятниця.

Літній графік (з 1 червня до 31 серпня):
- понеділок—четвер: з 10.00 до 19.00;
- п'ятниця, неділя: з 10.00 до 18.00;
- вихідний день — субота.

### Вебсторінки бібліотеки
- офіційний вебсайт (http://www.reglibrary.mk.ua [Архівовано 28 березня 2013 у Wayback Machine.]);
- електронний каталог (http://www.opac.mk.ua [Архівовано 14 березня 2022 у Wayback Machine.]);
- інформаційний портал «Прибужжя» (http://www.regportal.mk.ua [Архівовано 14 березня 2022 у Wayback Machine.]);
- web-library «Аркасівська спадщина» (https://arkasfamily.mk.ua/ [Архівовано 28 січня 2021 у Wayback Machine.]);
- блог «Книжковий континент» (http://booknazy.blogspot.com [Архівовано 13 березня 2022 у Wayback Machine.]);
- електронна бібліотека місцевих видань (http://www.reglibrary.mk.ua/index.php/elektronna-biblioteka-mistsevikh-vidan [Архівовано 27 березня 2018 у Wayback Machine.]);
- сторінка у соціальній мережі Facebook (https://www.facebook.com/reglibrary.mk/?ref=br_rs);
- сторінка у соціальній мережі Facebook краєзнавчого клубу «БібліоКліо» (https://www.facebook.com/groups/778666115662611);
- YouTube-канал Миколаївська ОУНБ (https://www.youtube.com/channel/UCR256Tp8xg4Pj9iJ-A6YLpg [Архівовано 22 квітня 2021 у Wayback Machine.])